# Roger Kingdom

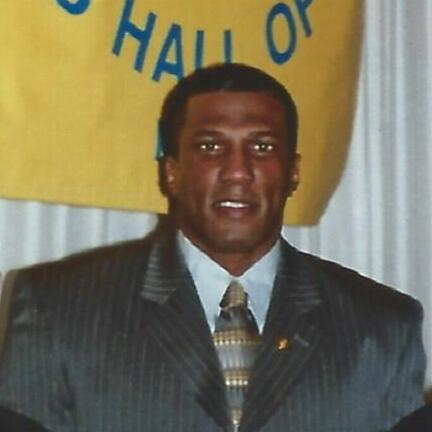
Roger Kingdom (2019)

Roger Kingdom (* 26. August 1962 in Vienna, Georgia) ist ein ehemaliger US-amerikanischer Leichtathlet. Er war zweimal Olympiasieger.
Kingdom war einer der stärksten 110-Meter-Hürdensprinter der 1980er und 1990er Jahre. In seiner langen Karriere auf Weltklasseniveau gewann er zwei olympische Goldmedaillen 1984 in Los Angeles und 1988 in Seoul. 1989 wurde er in Budapest Hallenweltmeister über 60 Meter Hürden. Beim Grand Prix-Meeting stellte er in Zürich einen Weltrekord mit 12,92 s auf, der 1993 von Colin Jackson bei den Weltmeisterschaften in Stuttgart auf 12,91 s verbessert wurde. Am Ende der Saison wurde Kingdom als Welt-Leichtathlet des Jahres 1989 ausgezeichnet. 1992 konnte er sich nicht für die Olympischen Spiele qualifizieren. Drei Jahre später jedoch gewann er erstmals bei Freiluftweltmeisterschaften eine Medaille, Bronze bei den Weltmeisterschaften 1995 in Göteborg.
Bei einer Größe von 1,85 m betrug Kingdoms Wettkampfgewicht 91 kg.
Nachdem er von 2014 bis 2017 bei den Arizona Cardinals als Assistenz Coach für die Kraft und Ausdauer zuständig war, wechselte er 2019 zu den Tampa Bay Buccaneers, wo er, wie schon zuvor bei den Cardinals, wieder unter Bruce Arians arbeitete.